# Det handlar om kärlek...
Det handlar om kärlek... (engelska: Love Affair) är en amerikansk romantisk dramafilm från 1939 i regi av Leo McCarey. I huvudrollerna ses Irene Dunne och Charles Boyer.

## Handling
På en atlantbåt till Amerika möts kvinnotjusaren Michel och sångerskan Terry. De blir förälskade men båda är upptagna på var sitt håll. De kommer överens om att efter en tid mötas igen för att se om kärleken hållit.

## Om filmen
Filmen är inspelad i New York. Den hade världspremiär den 16 mars 1939 och svensk premiär den 18 september samma år; den är barntillåten. Filmen var nominerad till sex Oscars 1940, men fick inget pris.
Det handlar om kärlek... har sänts i SVT, bland annat 1992, 1995 och i oktober 2020.

## Rollista i urval
- Irene Dunne – Terry McKay
- Charles Boyer – Michel Marney
- Lee Bowman – Kenneth Bradley
- Maria Ouspenskaya – mormor Janou
- Astrid Allwyn – Lois Clarke
- Maurice Moscovitch – Maurice Cobert
- Gerald Mohr – man

## Musik i filmen
- "Sing My Heart", skriven av Harold Arlen och Ted Koehler, framförd av Irene Dunne
- "Wishing", skriven av Buddy G. DeSylva, framförd av Irene Dunne och barngrupp
- "Plaisir d'Amour", skriven av Jean-Pierre Claris de Florian och Johann Paul Aegidius Martini, framförd av Irene Dunne med Maria Ouspenskaya på piano